# Nihoa pictipes
Nihoa pictipes là một loài nhện trong họ Barychelidae. Loài này phân bố ờ Nieuw-Guinea, Nieuw-Brittannië, Nieuw-Ierland en de Salomonseilanden.